# Sarkis Mehrabian
Sarkis Mehrabian (Vardan Khanassori), en arménien : Սարգիս Մեհրաբյան, né dans le Haut-Karabagh et mort en 1943 à Moscou, est un membre du mouvement de libération nationale arménien et l'un des commandants de la Fédération révolutionnaire arménienne.

## Biographie
Sarkis Mehrabian (le « commandant Vardan » étant son pseudonyme de guerre) est l'un des fondateurs du parti. Dans les années 1890, il dirige des actions dans l'Azerbaïdjan iranien où il organise des transferts de personnes et des livraisons d'armes afin de lutter contre la Turquie ottomane.
Pendant le génocide arménien de 1896, il dirige la défense de villages dans la région de l'actuelle Çatak en Arménie occidentale (aujourd'hui en Turquie) et de la province de Van. L'année suivante, il fait partie de ceux (avec le prince Hovsep Arghouthian) qui sont à la tête de l'expédition de Khanassor (en) en Arménie occidentale, afin de lutter contre l'épuration ethnique menée par les troupes irrégulières kurdes commandées par Charif-Bek avec sa cavalerie (« Hamidiés » défendant les marches orientales de l'Empire ottoman). Le 24 juillet 1897, le commandant Vardan avec 253 hommes, traverse la frontière turco-persane en s'engageant dans la vallée de Khanassor où se trouvaient les hommes de Charif-Bek. Le lendemain, après douze heures de combat, la cavalerie kurde et ses capitaines ottomans sont anéantis. Charif-bek s'enfuit, travesti en vêtements féminins, le commandant Vardan ayant interdit de s'en prendre aux femmes et aux enfants. Ce dernier perd vingt hommes. Après le combat il est appelé « Vardan Khanassori ».
À l'été 1905, alors que débutent les massacres arméno-tatars, le commandant Vardan est appelé dans son Haut-Karabagh natal afin d'organiser la défense de la région contre les exactions des Azéris (appelés Tatars par les autorités russes).
Après le déclenchement de la Première Guerre mondiale, il bénéficie d'une amnistie et s'engage dans l'armée impériale russe. Il commande à partir de 1915 la brigade de l'Ararat, formée de volontaires arméniens, sur le front du Caucase. La brigade libère des Turcs la ville de Van, le 19 mai.